# University of Rochester

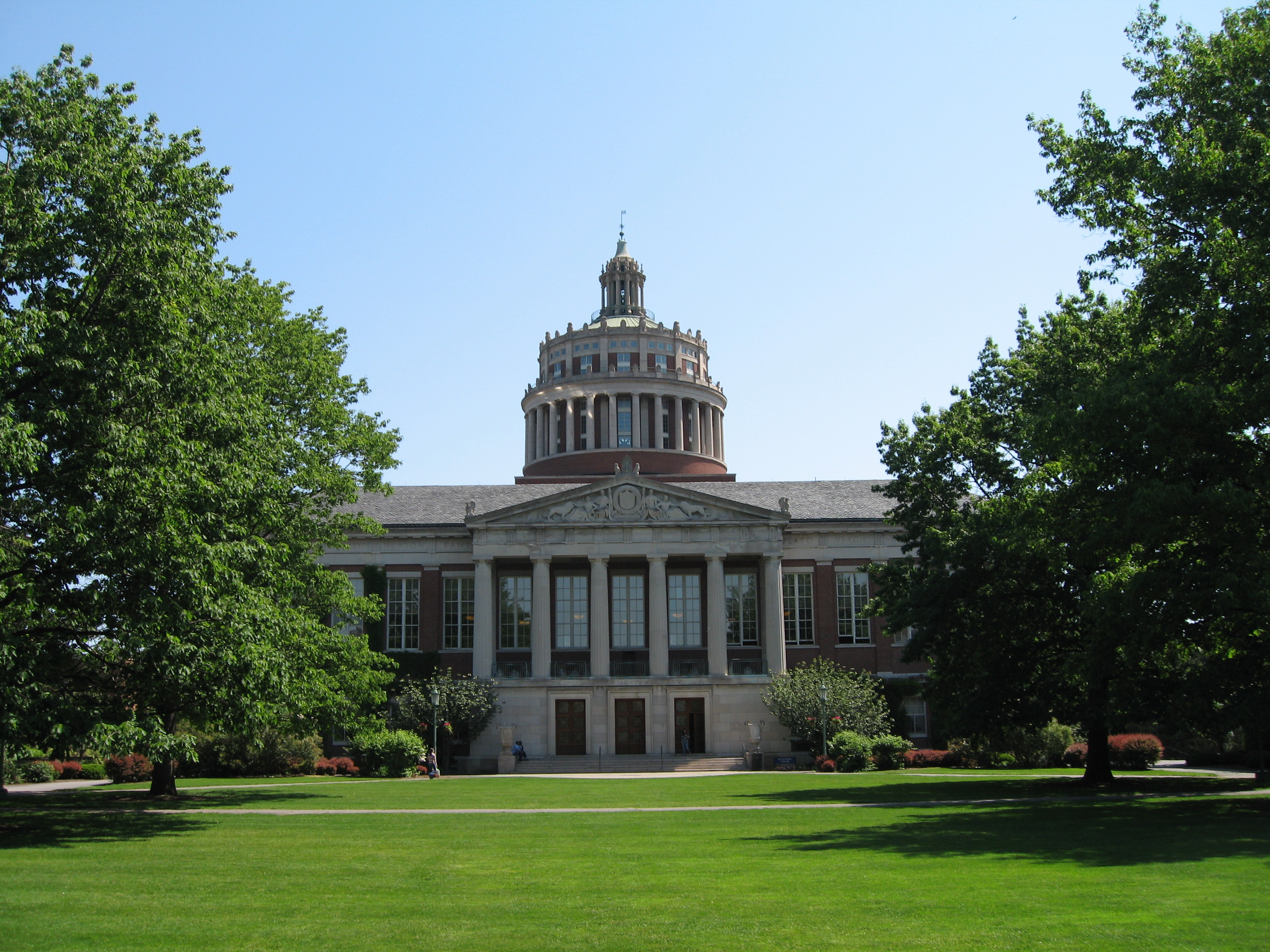
Rush Rhees Library

Die University of Rochester ist eine 1850 gegründete private Universität in Rochester, New York, mit zirka 12.000 Studenten. Sie ist Mitglied der Association of American Universities.
Fakultäten:
- Arts, Sciences and Engineering (Kunst, Ingenieurwissenschaften)
- Eastman School of Music (Musik)
- School of Medicine and Dentistry (Medizin und Zahnmedizin)
- School of Nursing (Krankenpflege)
- Simon School of Business (Wirtschaftswissenschaften)
- Warner Graduate School of Education (Erziehung und Bildung)

Die Universität verteilt sich auf den Fluss-Campus, Medizinisches Zentrum, Süd-Campus, Mt. Hope-Campus, den Eastmancampus und die Memorial Art Gallery.

## Sport
Die Sportteams sind die Yellowjackets. Die Hochschule ist Mitglied in der University Athletic Association.

## Persönlichkeiten
- George Abbott, Regisseur
- Robert Ader,  Psychologe und Begründer der Psychoneuroimmunologie
- Porter W. Anderson, Jr., Mikrobiologe
- Marjorie Beaty, Mathematikerin und Hochschullehrerin
- Lewis White Beck, Philosoph und Kant-Forscher[4][5][6][7]
- Karl Brunner, Ökonom
- Steven Chu, Physiker
- Nicholas Cohen, Mikrobiologe und Immunologe, Mitbegründer der Psychoneuroimmunologie
- Corinna Cortes, Informatikerin, Spezialistin SVM
- Robert Henry Dicke, Physiker
- Vincent du Vigneaud, Biochemiker
- Richard Exner – Literaturwissenschaftler
- Renée Fleming, Sopranistin
- Robert Fogel, Ökonom
- Robert Forster, Filmschauspieler
- Daniel Carleton Gajdusek, Biologe
- Bruno Gehrig, Manager
- Robert L. Holmes, Philosoph[8]
- Konrad Hummler, Privatbankier
- Dominik Jost, Germanist
- Arthur Kornberg, Biochemiker
- Masatoshi Koshiba, Physiker
- Larry Kudlow, Historiker
- Chris Lee, US-amerikanischer Politiker
- Claudio Loderer, Ökonom
- Adriano B. Lucatelli, Unternehmer und Investor in der Finanzbranche
- William Howell Masters, Gynäkologe
- Tim Mosmann, Immunologe
- Gérard Mourou, Physiker und Nobelpreisträger (2018)
- Marcel Ospel, ehem. CEO UBS
- Ivan Sag, Linguist
- Bruce Schneier, Kryptographie-Experte
- Myroslaw Sitschynskyj, Aktivist, Politiker, Zeitungsherausgeber und Attentäter
- Donna Strickland, Physikerin und Nobelpreisträgerin (2018)
- Colin Murray Turbayne, Philosoph und Berkeley--Forscher[9]
- Richard Thaler, Wirtschaftswissenschaftler und Träger des Alfred-Nobel-Gedächtnispreis für Wirtschaftswissenschaften (2017)